# Чемпіонат світу з легкої атлетики серед юніорів 2021
Чемпіонат світу з легкої атлетики серед юніорів 2021 був проведений 18-22 серпня в Найробі на стадіоні «Касарані» Міжнародного спортивного центру імені Мої.
Рішення про проведення чемпіонату в Найробі було ухвалене Радою ІААФ 26 липня 2018.
Первісно, чемпіонат мав бути проведений 7-12 липня 2020. Проте, з огляду на пандемію коронавірусу, Світова легка атлетика вирішила перенести проведення світової першості на 2021.
За регламентом змагань, до участі у першості допускались спортсмени 2002—2005 років народження, які виповнили впродовж кваліфікаційного періоду встановлені нормативи та вимоги.
Серед нововведень чемпіонату стало запровадження у змаганнях з багатоборства старту в останньому виді (1500 м у чоловіків та 800 м у жінок) з гандикапом, що розраховувався на підставі різниці в очках у спортсменів перед останнім видом. Тим самим місце, на якому фінішував атлет в останньому виді, відповідало його місцю в підсумковому заліку багатоборства. Крім цього, з програми змагань був виключений чоловічий біг на 10000 метрів та натомість доданий біг на 3000 метрів. Тим самим, юніори, аналогічно юніоркам, змагалися в Найробі у двох дисциплінах бігу на довгі дистанції — 3000 та 5000 метрів. Ще одним нововведенням юніорських світових першостей стали змагання у естафетному бігу 4×400 метрів серед змішаних команд (по 2 чоловіків та жінок у кожному естафетному квартеті).
Чемпіонат відзначився двома світовими рекордами серед юніорів у бігу на 110 метрів з бар'єрами (12,93 та 12,72), які у півфінальному та фінальному забігах встановив француз Саша Зоя, а також світовими рекордами у чоловічій та жіночій естафетах 4×100 метрів (38,51 та 42,94 відповідно), авторами яких стали команди Нігерії у юніорів та Ямайки — у юніорок.

## Призери

### Юніори
| Дисципліни                                      | Золото | Золото         | Срібло                                                                                | Срібло        | Бронза                                                                    | Бронза      |
| ----------------------------------------------- | --- | -------------- | ------------------------------------------------------------------------------------- | ------------- | ------------------------------------------------------------------------- | ----------- |
| 100 метрів Відео на YouTube                     | Леціле Тебого Ботсвана                                                                                                   | 10,19          | Бенджамін Річардсон ПАР                                                               | 10,28         | Шайнер Ренгіфо Монтоя Куба                                                | 10,32       |
| 200 метрів Відео на YouTube                     | Удоді Чуді Онвузуріке Нігерія                                                                                            | 20,21 NU20R    | Леціле Тебого Ботсвана                                                                | 20,38         | Сінесіфо Дамбіле ПАР                                                      | 20,48 SB    |
| 400 метрів Відео на YouTube                     | Ентоні Песела Ботсвана                                                                                                   | 44,58 CR       | Луїс Авілес Феррейро Мексика                                                          | 44,95 NU20R   | Антоні Маттіс Нортьє ПАР                                                  | 45,32 PB    |
| 800 метрів Відео на YouTube                     | Еммануель Ваньйоньї Кенія                                                                                                | 1.43,76 CR     | Мохамед Алі Гуанед Алжир                                                              | 1.44,45 NU20R | Ноа Кібет Кенія                                                           | 1.44,88 PB  |
| 1500 метрів                                     | Вінсент Кібет Кетер Кенія                                                                                                | 3.37,24        | Вегене Аддісу Ефіопія                                                                 | 3.37,86       | Мелкенех Азізе Ефіопія                                                    | 3.40,22     |
| 3000 метрів Відео на YouTube                    | Тадесе Ворку Ефіопія | 7.42,09 CR     | Алі Абдільмана Ефіопія                                                                | 7.44,55 PB    | Габтом Самуель Еритрея                                                    | 7.52,69 PB  |
| 5000 метрів Відео на YouTube                    | Бенсон Кіплангат Кенія                                                                                                   | 13.20,37 PB    | Тадесе Ворку Ефіопія                                                                  | 13.20,65      | Леві Кібет Кенія                                                          | 13.26,01 PB |
| 110 метрів з бар'єрами (99 см) Відео на YouTube | Саша Зоя Франція | 12,72 WU20R[a] | Вашон Васіанна Ямайка                                                                 | 13,25 PB      | Якуб Шиманський Польща                                                    | 13,43 PB    |
| 400 метрів з бар'єрами                          | Берке Акчам Туреччина | 49,38 NU20R    | Денис Новосельцев Допущені нейтральні атлети                                          | 49,62 PB      | Девонті Арчер Ямайка                                                      | 49,78 PB    |
| 3000 метрів з перешкодами                       | Еймос Серем Кенія | 8.30,72        | Тадесе Такеле Ефіопія                                                                 | 8.33,15       | Саймон Кіпроп Коеч Кенія                                                  | 8.34,79     |
| 4×100 метрів Відео на YouTube                   | ПАР Міхлалі Хотені Сінесіфо Дамбіле Летлогоноло Молеяне Бенджамін Річардсон Генру Олів'єр (забіг) Бредлі Оліфант (забіг) | 38,51 WU20R    | Ямайка Алексав'єр Монфріс Браян Левелл Ендрю Гіліппс Сандрі Девісон                   | 38,61 AU20R   | Польща Домінік Лучинський Патрик Крупа Якуб Петруса Олівер Вдовик         | 38,90 AU20R |
| 4×400 метрів Відео на YouTube                   | Ботсвана Бусанг Коллен Кебінатшипі Ентоні Песела Орідіце Маседе Феньйо Бонгані Маджама Тусояоне Габанатлонг (забіг)      | 3.05,22 WU20L  | Ямайка Малачі Джонсон Джеремі Бембрідж Тадж Гамм Девонті Арчер Антоніо Генсон (забіг) | 3.05,76 SB    | Кенія Джошуа Ваньйоньї Елкана Кіпротіч Чемеліл Кеннеді Кімеу Пітер Кітоме | 3.05,94     |
| Ходьба 10000 метрів Відео на YouTube            | Герістон Ваньйоньї Кенія                                                                                                 | 42.10,84 PB    | Аміт Кумар Індія                                                                      | 42.17,94      | Пол Мак-Грат Іспанія                                                      | 42.26,11 PB |
|                                                 | |                |                                                                                       |               |                                                                           |             |
| Стрибки у висоту                                | Йонатан Капітольник Ізраїль                                                                                              | 2,26 PB        | Массіміліано Лую Фінляндія                                                            | 2,17 PB       | Матеуш Колодзейський Польща                                               | 2,17        |
| Стрибки з жердиною Відео на YouTube             | Матвій Волков Білорусь                                                                                                   | 5,45           | Юхо Аласаарі Фінляндія                                                                | 5,35          | Кайл Радемаєр ПАР                                                         | 5,30        |
| Стрибки у довжину Відео на YouTube              | Ерван Конате Франція | 8,12 WU20L     | Джон Андрес Берріо Колумбія                                                           | 7,97 NU20R    | Кавіан Керр Ямайка                                                        | 7,90 PB     |
| Потрійний стрибок                               | Габріель Валльмарк Швеція                                                                                                | 16,43 NU20R    | Джейдон Гібберт Ямайка                                                                | 16,05 PB      | Саймон Гор Франція                                                        | 15,85 PB    |
| Штовхання ядра (6 кг)                           | Хуан Карлей Васкес Гомес Куба                                                                                            | 19,73          | Євген Бригі Білорусь                                                                  | 19,70 PB      | Єфте Фогель Швейцарія                                                     | 19,16       |
| Метання диска (1,75 кг)                         | Міколас Алекна Литва | 69,81 CR       | Релфорд Маллінгс Ямайка                                                               | 66,68 PB      | Роман Хартанович Білорусь                                                 | 62,19 PB    |
| Метання молота (6 кг)                           | Ян Долежалек Чехія | 77,83 NU20R    | Орестіс Нтусакіс Греція                                                               | 77,78         | Жан Батіст Брюссель Франція                                               | 77,70       |
| Метання списа                                   | Янне Ляспя Фінляндія | 76,46          | Артур Фельфнер Україна                                                                | 76,32         | Чинечерем Ннамді Нігерія                                                  | 74,48       |
|                                                 | |                |                                                                                       |               |                                                                           |             |
| Десятиборство (юніорське)                       | Франтішек Доубек Чехія                                                                                                   | 8169           | Єнте Гауттекете Бельгія                                                               | 8053          | Хосе Сан Пастор Іспанія                                                   | 7430        |

a  У півфінальному забігу Саша Зоя також встановив юніорський світовий рекорд у бігу на 110 метрів з бар'єрами (12,93).

### Юніорки
| Дисципліни                                 | Золото                                                                    | Золото        | Срібло                                                                       | Срібло      | Бронза                                                                    | Бронза      |
| ------------------------------------------ | ------------------------------------------------------------------------- | ------------- | ---------------------------------------------------------------------------- | ----------- | ------------------------------------------------------------------------- | ----------- |
| 100 метрів Відео на YouTube                | Тіна Клейтон Ямайка                                                       | 11,09 PB      | Беатріс Масілінгі Намібія                                                    | 11,39       | Мелісса Гутшмідт Швейцарія                                                | 11,51       |
| 200 метрів Відео на YouTube                | Крістін Мбома Намібія                                                     | 21,84 CR      | Беатріс Масілінгі Намібія                                                    | 22,18 PB    | Фейвор Офілі Нігерія                                                      | 22,18 NU20R |
| 400 метрів Відео на YouTube                | Імаобонг Нсе Уко Нігерія                                                  | 51,55 PB      | Корнелія Лесевич Польща                                                      | 51,97 PB    | Сільвія Челангат Кенія                                                    | 52,23 PB    |
| 800 метрів                                 | Аяль Дагначев Ефіопія                                                     | 2.02,96       | Валентина Розамілья Швейцарія                                                | 2.04,29     | Еллі Ефтіхія Деліянні Греція                                              | 2.04,66     |
| 1500 метрів                                | П'юріті Чепкіруй Кенія                                                    | 4.16,07       | Дірібе Велтеджі Ефіопія                                                      | 4.16,39     | Вінні Джемутай Кенія                                                      | 4.18,99     |
| 3000 метрів Відео на YouTube               | Терезія Мутоні Гатері Кенія                                               | 8.57,78       | Зена Джемутай Єго Кенія                                                      | 8.59,59     | Мелкнат Вуду Ефіопія                                                      | 9.00,12 PB  |
| 5000 метрів                                | Мізан Алем Ефіопія                                                        | 16.05,61      | Мелкнат Вуду Ефіопія                                                         | 16.13,16    | Пріска Чесанг Уганда                                                      | 16.21,78    |
| 100 метрів з бар'єрами                     | Акера Нюджент Ямайка                                                      | 12,95         | Анна Марія Мілленд Естонія                                                   | 13,45       | Тот Анна Угорщина                                                         | 13,58       |
| 400 метрів з бар'єрами                     | Гейді Сальмінен Фінляндія                                                 | 56,94 PB      | Людівін Обер Франція                                                         | 57,16 PB    | Саванна Сазерленд Канада                                                  | 57,27 PB    |
| 3000 метрів з перешкодами Відео на YouTube | Жаклін Чепкоеч Кенія                                                      | 9.27,40 PB    | Зерфе Вондемагень Ефіопія                                                    | 9.35,22     | Фейт Черотіч Кенія                                                        | 9.44,76     |
| 4×100 метрів Відео на YouTube              | Ямайка Серена Коул Тіна Клейтон Керріка Гілл Тіа Клейтон                  | 42,94 WU20R   | Намібія Ндавана Гайтембу Беатріс Масілінгі Нанді Тьянжева Васс Крістін Мбома | 43,76 NU20R | Нігерія Прейс Офоку Фейвор Офілі Аніта Тавіор Тіма Сейкесеє Гадблесс      | 43,90 SB    |
| 4×400 метрів                               | Нігерія Опеємі Дебора Оке Імаобонг Нсе Уко Елла Оноджуввевво Фейвор Офілі | 3.31,46 WU20L | Ямайка Анналі Робінсон Ааллія Френсіс Аллія Бейкер Дейна Даєр                | 3.36,57 SB  | Італія Алессандра Єцці Федеріка Пансіні Ангеліка Герго Александра Альмічі | 3.37,18     |
| Ходьба 10000 метрів Відео на YouTube       | Софія Рамос Родрігес Мексика                                              | 46.23,01      | Маель Біре-Елюї Франція                                                      | 47.43,87    | Елішка Мартінкова Чехія                                                   | 47.46,28    |
|                                            |                                                                           |               |                                                                              |             |                                                                           |             |
| Стрибки у висоту                           | Наталія Спиридонова Допущені нейтральні атлети                            | 1,91 PB       | Маріт-Терез Онгондо Швейцарія                                                | 1,89 NU20R  | Стіляна Йоанніду Швейцарія                                                | 1,87 NU20R  |
| Стрибки з жердиною Відео на YouTube        | Міре Райнсторф ПАР                                                        | 4,15 AU20R    | Еліз Руссі Франція                                                           | 4,15        | Гезер Абаді Канада                                                        | 4,05        |
| Стрибки у довжину Відео на YouTube         | Майя Оскаг Швеція                                                         | 6,60 PB       | Шайлі Сінгх Індія                                                            | 6,59w       | Марія Горєлова Україна                                                    | 6,50 PB     |
| Потрійний стрибок Відео на YouTube         | Майя Оскаг Швеція                                                         | 13,75         | Тессе Ебоселе Іспанія                                                        | 13,63 PB    | Дар'я Сопова Латвія                                                       | 13,60       |
| Штовхання ядра                             | Міне де Клерк ПАР                                                         | 17,40         | Пінар Акйоль Туреччина                                                       | 16,72       | Дане Рутс ПАР                                                             | 15,61       |
| Метання диска Відео на YouTube             | Віолетта Ігнатьєва Допущені нейтральні атлети                             | 57,84         | Міне де Клерк ПАР                                                            | 53,50 AU20R | Аліна Нікітенко Білорусь                                                  | 51,47       |
| Метання молота Відео на YouTube            | Сілья Косонен Фінляндія                                                   | 71,64 CR      | Роз Лога Франція                                                             | 67,11       | Маріола Букель Білорусь                                                   | 65,20       |
| Метання списа Відео на YouTube             | Адріана Вілагош Сербія                                                    | 61,46 WU20L   | Еліна Дженго Греція                                                          | 59,60       | Їселена Бальяр Рохас Куба                                                 | 55,48       |
|                                            |                                                                           |               |                                                                              |             |                                                                           |             |
| Семиборство Відео на YouTube               | Сага Ваннінен Фінляндія                                                   | 5997          | Піппі Лотта Енок Естонія                                                     | 5746        | Сюч Сабіна Угорщина                                                       | 5674        |

### Змішана дисципліна
| Дисципліни                    | Золото                                                                                             | Золото     | Срібло | Срібло     | Бронза                                                                                              | Бронза     |
| ----------------------------- | -------------------------------------------------------------------------------------------------- | ---------- | --- | ---------- | --------------------------------------------------------------------------------------------------- | ---------- |
| 4×400 метрів Відео на YouTube | Нігерія Джонсон Ннамані Імаобонг Нсе Уко Опеємі Дебора Оке Баміделе Аджаї Елла Оноджувевво (забіг) | 3.19,70 CR | Польща Міхал Вробель Корнелія Лесевич Алісія Качмарек Патрик Гжегожевич Матеуш Матера (забіг) Ольга Жешевська (забіг) | 3.19,80 SB | Індія Барат Срідхар Прія Габбатханахаллі Мохан Суммі Капіл Абдул Разак Черанкулангара Рашид (забіг) | 3.20,60 SB |

## Медальний залік
Першість у медальному заліку здобула збірна Кенії.
| Місце                | Країна                     | Золото | Срібло | Бронза | Загалом |
| -------------------- | -------------------------- | ------ | ------ | ------ | ------- |
| 1                    | Кенія                      | 8      | 1      | 7      | 16      |
| 2                    | Фінляндія                  | 4      | 1      | 0      | 5       |
| 3                    | Нігерія                    | 4      | 0      | 3      | 7       |
| 4                    | Ефіопія                    | 3      | 7      | 2      | 12      |
| 5                    | Ямайка                     | 3      | 6      | 2      | 11      |
| 6                    | ПАР                        | 3      | 2      | 4      | 9       |
| 7                    | Ботсвана                   | 3      | 1      | 0      | 4       |
| 8                    | Швеція                     | 3      | 0      | 0      | 3       |
| 9                    | Франція                    | 2      | 4      | 2      | 8       |
| –                    | Допущені нейтральні атлети | 2      | 1      | 0      | 3       |
| 10                   | Чехія                      | 2      | 0      | 1      | 3       |
| 11                   | Намібія                    | 1      | 3      | 0      | 4       |
| 12                   | Білорусь                   | 1      | 1      | 3      | 5       |
| 13                   | Мексика                    | 1      | 1      | 0      | 2       |
| 13                   | Туреччина                  | 1      | 1      | 0      | 2       |
| 15                   | Куба                       | 1      | 0      | 2      | 3       |
| 16                   | Ізраїль                    | 1      | 0      | 0      | 1       |
| 16                   | Литва                      | 1      | 0      | 0      | 1       |
| 16                   | Сербія                     | 1      | 0      | 0      | 1       |
| 19                   | Польща                     | 0      | 2      | 3      | 5       |
| 20                   | Швейцарія                  | 0      | 2      | 2      | 4       |
| 21                   | Індія                      | 0      | 2      | 1      | 3       |
| 21                   | Греція                     | 0      | 2      | 1      | 3       |
| 23                   | Естонія                    | 0      | 2      | 0      | 2       |
| 24                   | Іспанія                    | 0      | 1      | 2      | 3       |
| 25                   | Італія                     | 0      | 1      | 1      | 2       |
| 25                   | Україна                    | 0      | 1      | 1      | 2       |
| 27                   | Алжир                      | 0      | 1      | 0      | 1       |
| 27                   | Бельгія                    | 0      | 1      | 0      | 1       |
| 27                   | Колумбія                   | 0      | 1      | 0      | 1       |
| 30                   | Канада                     | 0      | 0      | 2      | 2       |
| 30                   | Угорщина                   | 0      | 0      | 2      | 2       |
| 32                   | Еритрея                    | 0      | 0      | 1      | 1       |
| 32                   | Кіпр                       | 0      | 0      | 1      | 1       |
| 32                   | Латвія                     | 0      | 0      | 1      | 1       |
| 32                   | Уганда                     | 0      | 0      | 1      | 1       |
| Загалом (35 збірних) | Загалом (35 збірних)       | 45     | 45     | 45     | 135     |

## Онлайн-трансляція
Світова легка атлетика здійснювала вебтрансляцію чемпіоната на власному YouTube-каналі:
- День 1 (ранкова сесія) на YouTube
- День 1 (вечірня сесія) на YouTube
- День 2 (ранкова сесія) на YouTube
- День 2 (вечірня сесія) на YouTube
- День 3 (ранкова сесія) на YouTube
- День 3 (вечірня сесія) на YouTube
- День 4 (ранкова сесія) на YouTube
- День 4 (вечірня сесія) на YouTube
- День 5 (вечірня сесія) на YouTube

## Виступ українців
До складу збірної України, яка була заявлена до участі в чемпіонаті, було включено 22 спортсмени.
За підсумками чемпіонату українська команда посіла 25-е місце у медальному заліку та 15-е місце (33 очки) у командному заліку, для визначення якого першим восьми місцям у фіналах присвоювалися очки — від 8 очок за перше місце до 1 очка за восьме місце.
| Чоловіки (8) | Чоловіки (8)         | Чоловіки (8)   | Чоловіки (8)     |
| Місце        | Атлет                | Дисципліна     | Результат        |
| ------------ | -------------------- | -------------- | ---------------- |
| 2            | Артур Фельфнер       | спис           | 76,32 (77,15)[a] |
|              | Нікіта Строгалєв     | жердина        | 5,20 PB          |
|              | Роман Петрук         | висота         | 2,10             |
|              | Тарас Корецький      | ходьба 10000 м | 45.34,78         |
|              | Микола Рущак         | ходьба 10000 м | 45.49,78         |
| ф            | Олександр Онуфрієв   | жердина        | NM               |
| пф           | Ростислав Голубович  | 400 м з/б      | 54,04 (53,35)[a] |
| заб          | Олександр Сосновенко | 100 м          | 11,20            |

| Жінки (14) | Жінки (14)          | Жінки (14)     | Жінки (14) |
| Місце      | Атлетка             | Дисципліна     | Результат  |
| ---------- | ------------------- | -------------- | ---------- |
| 3          | Марія Горєлова      | довжина        | 6,50 PB    |
|            | Світлана Жульжик    | 800 м          | 2.06,04    |
|            | Валерія Шоломіцька  | ходьба 10000 м | 48.13,05   |
|            | Тетяна Харащук      | 400 м          | 54,59      |
|            | Валерія Мухоброд    | семиборство    | 5333       |
|            | Юлія Луцька         | ходьба 10000 м | 52.52,33   |
| заб        | Яніна Юрченко       | 100 м          | 12,05      |
| заб        | Анна Орлова         | 400 м          | 54,68      |
| заб        | Кристина Юрчук      | 100 м з/б      | 14,83      |
| кв         | Марія Алєйнікова    | висота         | 1,74       |
| кв         | Вероніка Крамаренко | висота         | 1,74       |
| кв         | Альона Часс         | потрійний      | 12,64      |
| кв         | Анна Костенко       | потрійний      | 12,61      |
| —          | Еріка Лукач         | спис           | [b]        |